# Живе, Гаэль
Гаэ́ль Живе́-Вьяро́ (фр. Gaël Givet-Viaros; родился 9 октября 1981, Арль, Франция) — французский футболист, защитник. Участник ЧМ-2006 в составе сборной Франции.

## Карьера
10 января 2009 года «L’Équipe» сообщила, что Живе прилетел в Англию для завершения сделки по 6-месячной аренде в «Блэкберн Роверс». 14 января «Sky Sports» объявила о том, что «Блэкберн» арендовал Живе на шесть месяцев. Это было подтверждено в Марселе 15 января. 4 февраля 2009 года Живе дебютировал в Кубке Англии против «Сандерленда». Матч закончился со счётом 2:1. 26 мая 2009 года «Setanta sports» сообщила, что «Блэкберн Роверс» подписал контракт с Гаэлем на четыре года за £ 3,5 млн фунтов.
Летом 2014 года перешёл в клуб «Эвиан» и успел сыграть за клуб только один матч, после чего заключил контракт с клубом «Арль-Авиньон». По словам футболиста, причиной его ухода из «Эвиана» стала то, что за три дня до его дебюта в составе команды он был вызван к руководству клуба, которое потребовало от Живе сбрить бороду.